# Carbossilazione

## In chimica
È una reazione che introduce un carbossile in un composto organico, è l'opposto della decarbossilazione

## In biochimica
La carbossilazione in biochimica è una modificazione post traduzionale dei residui di glutammato nelle proteine. Si verifica principalmente in proteine coinvolte durante la "cascata" della coagulazione del sangue, in alcune proteine delle ossa e nel fegato.
La vitamina K agisce come cofattore di una carbossilasi che determina carbossilazione.

## Nella fotosintesi
La carbossilazione interviene nella fase oscura della fotosintesi allo scopo di formare gliceraldeide-3-fosfato utilizzabile per la gluconeogenesi o la biosintesi di lipidi e aminoacidi. Durante questa fase la rubisco lega la CO2 allo zucchero ribulosio 1-5 bifosfato.

## Esempi
Carbossilazione del  fenato di sodio (sale di sodio e del fenolo).
La produzione di acido salicilico è effettuata dalla carbossilazione di fenato di sodio con anidride carbonica (reazione di Kolbe-Schmitt):

Meccanismo della reazione di Kolbe-Schmitt:il sodio reagisce da catalizzatore nella reazione con l'anidride carbonica per generare l'acido salicilico